# Misja dyplomatyczna
Misja dyplomatyczna – przedstawicielstwo dyplomatyczne określonego państwa w innym państwie lub przy organizacji międzynarodowej. Status misji dyplomatycznej posiadają też niektóre organizacje międzynarodowe.
Według art. 3 Konwencji wiedeńskiej o stosunkach dyplomatycznych z 18 kwietnia 1961 r. funkcje misji dyplomatycznej obejmują między innymi:
- reprezentowanie państwa wysyłającego w państwie przyjmującym;
- ochronę w państwie przyjmującym interesów państwa wysyłającego, w granicach ustalonych przez prawo międzynarodowe;
- prowadzenie rokowań z rządem państwa przyjmującego;
- zaznajamianie się wszelkimi legalnymi sposobami z warunkami panującymi w państwie przyjmującym i z rozwojem zachodzących w nim wydarzeń oraz relacjonowanie tego rządowi państwa wysyłającego;
- popieranie przyjaznych stosunków pomiędzy państwem wysyłającym a państwem przyjmującym oraz rozwijanie pomiędzy nimi stosunków gospodarczych, kulturalnych, wojskowych i naukowych.

Artykuł 41 Konwencji głosi Bez uszczerbku dla ich przywilejów i immunitetów obowiązkiem wszystkich osób korzystających z tych przywilejów i immunitetów jest szanowanie ustaw i innych przepisów państwa przyjmującego. Mają one również obowiązek nie mieszać się do spraw wewnętrznych tego państwa. Zabronione jest użytkowanie pomieszczeń misji w sposób niezgodny z funkcjami misji określonymi w Konwencji, bądź w innych normach powszechnego prawa międzynarodowego lub w specjalnych umowach obowiązujących między państwem wysyłającym a przyjmującym.
Misja dyplomatyczna może być 
- stała (np. ambasada, organizacja międzynarodowa);
- lub czasowa (powołana do jakiegoś konkretnego celu, np. misja specjalna).

## Szef misji dyplomatycznej
Szef misji dyplomatycznej jest najwyższym przedstawicielem państwa w drugim państwie, przy organizacji międzynarodowej, lub osobą kierującą organizacją międzynarodową. Kieruje misją dyplomatyczną i od jego decyzji uzależnione są wszystkie podjęte przez misję działania. Wypełnia on wszystkie funkcje misji dyplomatycznej. W myśl artykułu 14 Konwencji z 1961 wyróżnia się kilka rodzajów szefów misji dyplomatycznych. Podstawowy podział wynika z trzech rang (klas) dyplomatycznych. Szefowi misji przysługują określone przywileje i immunitety dyplomatyczne.
Wyznaczenie szefa misji dyplomatycznej:
- I etap – wstępna zgoda:
  - Państwo wysyłające musi upewnić się, czy osoba, którą zamierza wyznaczyć, jest akceptowana przez państwo przyjmujące. Taka wstępna zgoda państwa przyjmującego nosi nazwę agrément. Uzyskanie agrément nie jest konieczne w sytuacji, gdy szefem misji jest chargé d’affaires ad interim (wystarcza poinformowanie o mianowaniu ministra spraw zagranicznych państwa przyjmującego).
  - Odmowa udzielenia agrément może nastąpić z jakiejkolwiek przyczyny. Państwo odmawiające nie jest zobowiązane do jej ujawniania.
  - Prawo międzynarodowe nie określa ani formy zapytania w przedmiocie agrément, ani formy udzielenia odpowiedzi w tej mierze. W większości przypadków zapytanie składane jest między Protokołami Dyplomatycznymi zainteresowanych MSZ. Natomiast względy kurtuazji międzynarodowej wymagają dyskrecji przy przekazywaniu przyczyn odmowy udzielania agrément.
  - W przypadku skierowania do państwa przyjmującego osoby, która nie uzyskała agrément, państwo przyjmujące nie ma obowiązku jej uznania.
- II Etap – akredytacja (łac. credere – zawierzyć, zaufać):
  - specjalna, z reguły bardzo uroczysta, procedura potwierdzenia udzielonych przez państwo wysyłające pełnomocnictw do pełnienia danej funkcji. Akredytacja wszystkich klas szefów misji dyplomatycznych, z wyjątkiem chargé d’affaires, związana jest z przekazaniem przez nich głowie państwa przyjmującego listów uwierzytelniających. Szefowie misji dyplomatycznych będący szefami organizacji międzynarodowych pochodzą zazwyczaj z wyboru przez państwa członkowskie.

## Personel misji dyplomatycznej
Państwa uzgadniają między sobą klasę, do której powinni należeć szefowie ich misji, przy czym obowiązuje zasada wzajemności (raczej nie spotyka się sytuacji, gdy państwo X wysyła do państwa Y ambasadora, a państwo Y do państwa X posła)